# Half an Octopuss and Quadpus
Half an Octopuss et Quadpus sont deux EPs du groupe The Cure sortis en éditions limitées au format vinyle le 8 décembre 1985 au Royaume-Uni pour le premier, et le 7 janvier 1986 aux États-Unis et au Canada pour le second.
Half an Octopuss a un diamètre de 25 centimètres.

## Contenu
Cinq chansons sont réparties sur les deux EPs: Close to Me (version remixée avec cuivres du 45 tours et version longue du maxi), A Night Like This, qui sont extraites de l'album The Head on the Door, A Man Inside My Mouth, Stop Dead, déjà présentes en face B du maxi 45 tours de Close to Me et New Day qui apparaît ici pour la première fois.
À noter que le titre A Night Like This, mis en avant sur Quadpus, a bénéficié d'un clip vidéo réalisé par Tim Pope.

## Liste des titres
Tous les titres sont écrits et composés par Robert Smith sauf New Day composé par Robert Smith et Lawrence Tolhurst.

### Half an Octopuss
| 1. | Close to Me (version single) | 3:44 |
| 2. | A Man Inside My Mouth        | 3:05 |

| 3. | New Day   | 4:08 |
| 4. | Stop Dead | 4:02 |

### Quadpus
| 1. | A Night Like This | 4:16 |
| 2. | New Day           | 4:07 |

| 3. | Close to Me (version maxi) | 6:32 |
| 4. | A Man Inside My Mouth      | 3:04 |